# Фонте дел Маца (Арецо)
Фонте дел Маца је насеље у Италији у округу Арецо, региону Тоскана.
Према процени из 2011. у насељу је живело 225 становника. Насеље се налази на надморској висини од 272 м.